# Maginus (cráter)

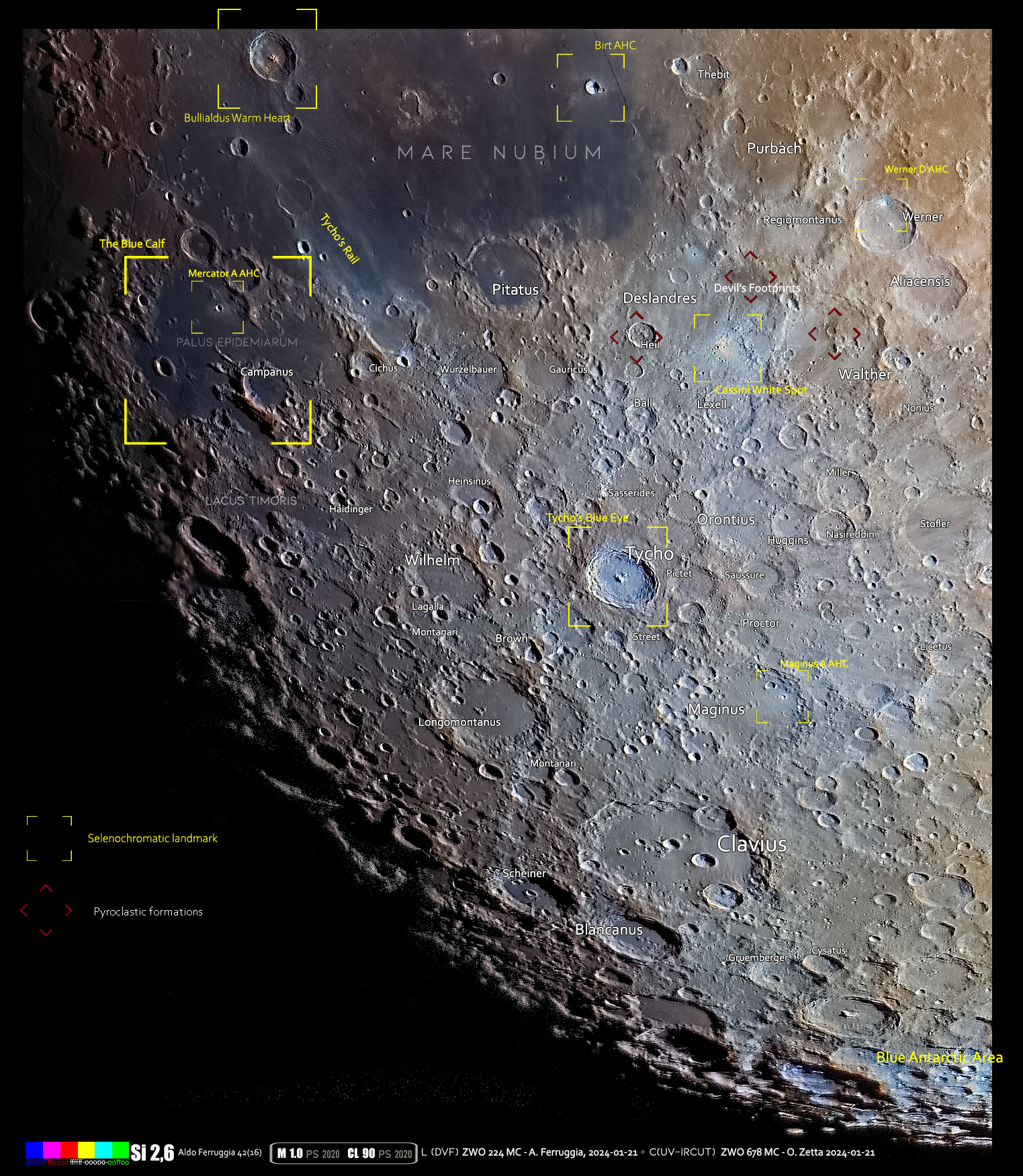
Área del cráter en formato selenocromático

Maginus es un antiguo cráter de impacto lunar localizado en las tierras altas del sur, al sureste del prominente cráter Tycho. Es una gran formación, con casi tres cuartas partes del diámetro de Clavius, que se encuentra al suroeste. Justo al norte de Maginus se halla el cráter más pequeño Proctor, y al sureste aparece Deluc.
|  |

El borde de Maginus está muy erosionado, con incisiones formadas por múltiples impactos superpuestos atravesando el lado oriental. El brocal está interrumpido en el sureste por Maginus C, un cráter desgastado. Poco resta de las características originales del borde de Maginus, cuya muralla exterior prácticamente ha desaparecido. El suelo es relativamente plano, con un par de picos centrales bajos.

## Cráteres satélite

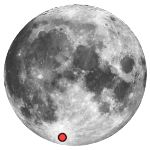
Maginus sobre el globo lunar

Por convención estos elementos son identificados en los mapas lunares poniendo la letra en el lado del punto medio del cráter que está más cercano a Maginus.
|         | \| Maginus \| Coordenadas \| Diámetro \| \| ------- \| ------------------------------ \| -------- \| \| A \| 48°48′S 4°24′O / -48.8, -4.4 \| 14 km \| \| B \| 52°24′S 6°12′O / -52.4, -6.2 \| 12 km \| \| C \| 51°42′S 9°24′O / -51.7, -9.4 \| 42 km \| \| D \| 47°54′S 2°12′O / -47.9, -2.2 \| 40 km \| \| E \| 49°00′S 1°24′O / -49.0, -1.4 \| 37 km \| \| F \| 48°54′S 8°12′O / -48.9, -8.2 \| 18 km \| \| G \| 48°00′S 7°36′O / -48.0, -7.6 \| 23 km \| \| H \| 52°30′S 10°00′O / -52.5, -10.0 \| 15 km \| \| J \| 49°54′S 2°48′O / -49.9, -2.8 \| 8 km \| \| K \| 47°24′S 3°54′O / -47.4, -3.9 \| 31 km \| \| L \| 49°12′S 8°54′O / -49.2, -8.9 \| 11 km \| \| M \| 50°24′S 9°18′O / -50.4, -9.3 \| 10 km \| \| N \| 48°30′S 9°00′O / -48.5, -9.0 \| 24 km \| \| O \| 50°36′S 12°36′O / -50.6, -12.6 \| 12 km \| \| P \| 50°42′S 11°48′O / -50.7, -11.8 \| 10 km \| \| Q \| 50°48′S 2°18′O / -50.8, -2.3 \| 9 km \| \| R \| 48°54′S 10°24′O / -48.9, -10.4 \| 9 km \| \| S \| 49°42′S 1°24′O / -49.7, -1.4 \| 13 km \| \| T \| 52°18′S 7°06′O / -52.3, -7.1 \| 6 km \| \| U \| 47°24′S 8°12′O / -47.4, -8.2 \| 9 km \| \| V \| 49°18′S 7°18′O / -49.3, -7.3 \| 9 km \| \| W \| 49°18′S 7°48′O / -49.3, -7.8 \| 8 km \| \| X \| 51°18′S 7°36′O / -51.3, -7.6 \| 7 km \| \| Y \| 51°48′S 9°06′O / -51.8, -9.1 \| 7 km \| \| Z \| 50°12′S 3°36′O / -50.2, -3.6 \| 18 km \| |          |
| Maginus | Coordenadas | Diámetro |
| A       | 48°48′S 4°24′O / -48.8, -4.4 | 14 km    |
| B       | 52°24′S 6°12′O / -52.4, -6.2 | 12 km    |
| C       | 51°42′S 9°24′O / -51.7, -9.4 | 42 km    |
| D       | 47°54′S 2°12′O / -47.9, -2.2 | 40 km    |
| E       | 49°00′S 1°24′O / -49.0, -1.4 | 37 km    |
| F       | 48°54′S 8°12′O / -48.9, -8.2 | 18 km    |
| G       | 48°00′S 7°36′O / -48.0, -7.6 | 23 km    |
| H       | 52°30′S 10°00′O / -52.5, -10.0 | 15 km    |
| J       | 49°54′S 2°48′O / -49.9, -2.8 | 8 km     |
| K       | 47°24′S 3°54′O / -47.4, -3.9 | 31 km    |
| L       | 49°12′S 8°54′O / -49.2, -8.9 | 11 km    |
| M       | 50°24′S 9°18′O / -50.4, -9.3 | 10 km    |
| N       | 48°30′S 9°00′O / -48.5, -9.0 | 24 km    |
| O       | 50°36′S 12°36′O / -50.6, -12.6 | 12 km    |
| P       | 50°42′S 11°48′O / -50.7, -11.8 | 10 km    |
| Q       | 50°48′S 2°18′O / -50.8, -2.3 | 9 km     |
| R       | 48°54′S 10°24′O / -48.9, -10.4 | 9 km     |
| S       | 49°42′S 1°24′O / -49.7, -1.4 | 13 km    |
| T       | 52°18′S 7°06′O / -52.3, -7.1 | 6 km     |
| U       | 47°24′S 8°12′O / -47.4, -8.2 | 9 km     |
| V       | 49°18′S 7°18′O / -49.3, -7.3 | 9 km     |
| W       | 49°18′S 7°48′O / -49.3, -7.8 | 8 km     |
| X       | 51°18′S 7°36′O / -51.3, -7.6 | 7 km     |
| Y       | 51°48′S 9°06′O / -51.8, -9.1 | 7 km     |
| Z       | 50°12′S 3°36′O / -50.2, -3.6 | 18 km    |